# Свети Никола (Ораов дол)
„Свети Никола“ (на македонска литературна норма: „Свети Никола“) е възрожденска православна църква във велешкото село Ораов дол, централната част на Северна Македония. Част е от Повардарската епархия на Македонската православна църква. Църквата е дело на Яков Зографски.